# Sully (Saona i Loira)
Sully és un municipi francès situat al departament de Saona i Loira i la regió de Borgonya - Franc Comtat.